# カナダ聖公会

カナダ聖公会（カナダせいこうかい、英語: Anglican Church of Canada、フランス語: l'Église anglicane du Canada）は、カナダにおけるアングリカン・コミュニオンである。信徒数は200万人を越え、現在ではカナダ全人口の約6.9％がこの教会に所属している。

## 歴史
1497年6月24日にジョン・カボットがアメリカ大陸に上陸した時から、イングランド国教会による宣教活動が始まり、1579年6月19日には聖公会祈祷書による礼拝が行われた。1791年憲法で聖公会は国教と定められた。今日では国家と宗教との分離は定着している。
2008年になると超保守派が北米聖公会を設立したため、少数が分離している。

### 海外宣教
英国聖公会に次いで、海外宣教を熱心に行ってきた。日本へは、1888年より、後に日本聖公会中部教区になった名古屋を中心とする中部地方（京都教区に所属する富山県、石川県、福井県を除き、横浜教区に属する静岡県・山梨県も除く、愛知県・岐阜県・長野県・新潟県）へジョン・ウォーラー、マーガレット・ヤング（名古屋柳城短期大学の創始者）などを派遣して伝道を行なった。

## 信条
おおむねイングランド国教会を踏襲しているが、1850年代になってカナダ独自の教会会議が開催され、先住民に対する宣教も行われた。現在では離婚した人や同性愛者も参加している。世界教会協議会に所属している。